# Unterseeboot 248
Le Unterseeboot 248 (ou U-248) est un sous-marin allemand (U-Boot) de type VII.C utilisé par la Kriegsmarine (marine de guerre allemande) pendant la Seconde Guerre mondiale.

## Historique
Mis en service le 6 novembre 1943, l'Unterseeboot 248 reçoit sa formation de base à Kiel en Allemagne au sein de la 5. Unterseebootsflottille jusqu'au 31 juillet 1944, puis l'U-248 intègre sa formation de combat à la base sous-marine de Brest en France avec la 9. Unterseebootsflottille. À la suite de l'avancée des forces alliées en France, il rejoint, à partir du 1er novembre 1944, la 11. Unterseebootsflottille à Bergen.
Il réalise sa première patrouille, quittant le port de Bergen le 18 août 1944 sous les ordres de l'Oberleutnant zur See Bernhard Emde. Après 58 jours de mer sans succès, l'U-248 rejoint le port de Trondheim qu'il atteint le 14 octobre 1944.
L'Unterseeboot 248 a effectué deux patrouilles dans lesquelles il ne coule, ni endommage, de navire ennemi au cours des 110 jours en mer.
Sa deuxième patrouille le fait quitter le port de Trondheim le 3 décembre 1944 sous les ordres de l'Oberleutnant zur See Johann-Friedrich Loos. Après 45 jours en mer, l'U-248 est coulé le 16 janvier 1945 dans l'Atlantique Nord à la position géographique de 47° 43′ N, 26° 37′ O par des charges de profondeur lancées des destroyers d'escortes américains USS Hayter, USS Otter, USS Varian et USS Hubbard. Les 47 membres d'équipage décèdent dans cette attaque.

## Affectations successives
- 5. Unterseebootsflottille à Kiel du 6 novembre 1943 au 31 juillet 1944 (entrainement)
- 9. Unterseebootsflottille à Brest du 1er août au 31 octobre 1944 (service actif)
- 11. Unterseebootsflottille à Bergen du 1er novembre 1944 au 16 janvier 1945 (service actif)

## Commandement
- Oberleutnant zur See Bernhard Emde du 6 novembre 1943 au 31 octobre 1944
- Oberleutnant zur See Johann-Friedrich Loos du 1er novembre 1944 au 16 janvier 1945

## Patrouilles
|       | Commandant                  | Départ          | Départ    | Arrivée         | Arrivée   | Jours     | Succès |
| ----- | --------------------------- | --------------- | --------- | --------------- | --------- | --------- | ------ |
|       | Oblt. Bernhard Emde         | 22 juillet 1944 | Kiel      | 24 juillet 1944 | Horten    | 3 jours   |        |
|       | Oblt. Bernhard Emde         | 3 août 1944     | Horten    | 6 août 1944     | Bergen    | 4 jours   |        |
| 1     | Oblt. Bernhard Emde         | 18 août 1944    | Bergen    | 14 octobre 1944 | Trondheim | 58 jours  |        |
| 2     | Oblt. Johann-Friedrich Loos | 3 décembre 1944 | Trondheim | 16 janvier 1945 | Coulé     | 45 jours  |        |
| Total | Total                       | Total           | Total     | Total           | Total     | 110 jours | 0 t    |

Note : Oblt. = Oberleutnant zur See

## Navires coulés
L'Unterseeboot 248 n'a ni coulé, ni endommagé de navire ennemi au cours de ses deux patrouilles (103 jours en mer) qu'il effectua.

### Source et bibliographie
- (en) Cet article est partiellement ou en totalité issu de l’article de Wikipédia en anglais intitulé « German submarine U-248 » (voir la liste des auteurs).
- Chris Bishop, historien militaire (trad. de l'anglais par Christian Muguet), Les sous-marins de la Kriegsmarine : 1939-1945 : le guide d'identification des sous-marins [« The spellmount submarine identification guide : Kriegsmarine U-boats 1939-1945 »], Paris, Éd. de Lodi, 2008, 192 p. (ISBN 978-2-84690-327-1, OCLC 470721805, BNF 41298980)